# Gewöhnliche Galagos
Die Gewöhnlichen Galagos (Galago) sind eine Primatengattung aus der Familie der Galagos (Galagonidae), in die heute vier mittelgroße Galagoarten gestellt werden, wobei nicht geklärt ist, ob diese wirklich näher miteinander verwandt sind. Die Gattung war ursprünglich eine Sammelgattung für alle kleineren Galagoarten. Heute werden die Zwerggalagos (Galagoides) und die Eichhörnchen-Galagos (Sciurocheirus) aber als eigenständige Gattungen aufgefasst. Gewöhnliche Galagos kommen im tropischen Afrika vom Senegal im Westen bis Äthiopien, Kenia und Tansania im Osten und den Norden Südafrikas (Provinzen Limpopo und Mpumalanga) im Süden vor. Im Bereich des tropischen Regenwaldes, Lebensraum der Eichhörnchen-Galagos, fehlen sie.

## Beschreibung
Gewöhnliche Galagos sind kleine Primaten und etwas kräftiger gebaut als die Zwerggalagos. Sie erreichen Kopf-Rumpf-Längen von 13 bis 21 Zentimeter, eine Schwanzlänge von 20 bis 30 Zentimeter und ein Gewicht von 112 bis 300 Gramm. Von den Zwerggalagos unterscheiden sich in ihrer Schädel- und Zahnmorphologie. Ihr Rücken ist grau oder braun. Der Kopf ist rund, die Schnauze kurz. Die Augen sind groß und von einer dunklen Maske umgeben. Auf der Nase befindet sich ein heller, senkrechter Streifen. Die Schwanzbehaarung ist nicht dicht. Alle Gewöhnlichen Galagos sind gute Springer, die mit den Füßen zuerst landen.

## Lebensweise
Gewöhnliche Galagos kommen in Wäldern, Baumsavannen und dichtem Buschwerk vor. Ihr Lebensraum wird von Akazien, und Bäumen der Gattungen Brachystegia, Commiphora und Isoberlinia, im südlichen Afrika auch von Mopane geprägt. Alle Arten ernähren sich vor allem von Insekten und nehmen, besonders in der Trockenzeit, auch Pflanzensäfte zu sich. Andere Kleintiere und Früchte sind für ihre Ernährung weniger wichtig und haben meist nur in bestimmten Gegenden oder zu bestimmten Jahreszeiten eine größere Bedeutung. Als Ruheplätze dienen Baumhöhlen, wo sie nicht vorhanden sind Astgabeln, alte Vogelnester oder selbst gebaute Laubnester. Ihre Reviere markieren sie mit Urin. Die Weibchen bringen meist ein- oder zweimal im Jahr nach einer Tragzeit von etwa 130 Tagen ein oder zwei Junge zur Welt. Die Jungtiere wachsen schnell, verlassen das Nest nach ca. zwei Wochen und werden im Alter von etwa zwei Monaten selbstständig.

## Arten
In die Gattung Galago werden gegenwärtig (Stand: Juni 2015) vier Arten gestellt:
- Somalia-Galago (Galago gallarum)
- Brillengalago (Galago matschiei)
- Moholi-Galago oder Südlicher Galago (Galago moholi)
- Senegal-Galago oder Nördlicher Galago (Galago senegalensis)